# セリーナ・グレイ
セリーナ・グレイ（Serena Gray, 2000年1月21日 - ）は、アメリカ合衆国の女子バレーボール選手。アメリカ代表。

## 来歴

### クラブチーム
カリフォルニア州テンプルシティ出身。ペンシルベニア州立大学を経て、2021年、ピッツバーグ大学に編入。2022年のNCAA女子バレーボール選手権大会では3位となり、ベストミドルブロッカー賞を受賞した。2023年6月、フランスのBéziers Volleyへ入団することが発表され、2023/24シーズンのフランスリーグに出場した。2024年3月、新設されるLOVBでプレーすることが発表され、ソルトレイク所属となった。

### 代表チーム
2023年、シニア代表に初選出された。2024年、パンアメリカンカップで銀メダルを獲得した。

## 受賞歴
- 2022年 - NCAA女子バレーボール選手権大会 ベストミドルブロッカー賞

## 所属クラブ
- ペンシルベニア州立大学（2018-2021年）
- ピッツバーグ大学（2021-2023年）
- Béziers Volley（2023-2024年）
- LOVBソルトレイク（2024年-）